# Bruno Jourdren
Pour les articles homonymes, voir Jourdren.
 (décembre 2010).
Si vous disposez d'ouvrages ou d'articles de référence ou si vous connaissez des sites web de qualité traitant du thème abordé ici, merci de compléter l'article en donnant les références utiles à sa vérifiabilité et en les liant à la section « Notes et références ».
Bruno Jourdren est un navigateur français né le 19 juillet 1961 à Morlaix.

## Biographie
Passionné de voile depuis son plus jeune âge, Bruno Jourdren débute en Optimist dans la baie de Morlaix. Âgé de treize ans à peine, il a un premier titre de champion de France à son actif et quatre participations aux mondiaux. En section sport études voile, il poursuit la compétition sur Moth Europe avec de nombreux podiums et deux participations aux championnats du monde de cette série. 
À 18 ans, il perd l'usage de son bras droit à la suite d'un tragique accident de moto. Il reste à l'hôpital pendant un an et demi, avant de revenir à la voile de compétition, sa passion. La réussite est au rendez-vous, les podiums s'enchaînent : champion de France de course au large[réf. nécessaire], champion d'Europe et vice-champion du monde en "First Class 8". En 1998, il remporte la Transat AG2R avec Marc Guessard. En 2008, Bruno Jourden tente l'aventure olympique : il est médaillé d'argent aux Jeux paralympiques de Pékin. Navigant en 40 pieds, en Melges 24, en Sonar Olympique et sur divers monotypes, il a terminé troisième sur la Route du Chocolat en 2009.

### Vie privée
Il vit aujourd'hui à Carantec et a un fils navigateur Thomas Jourdren.

## Palmarès

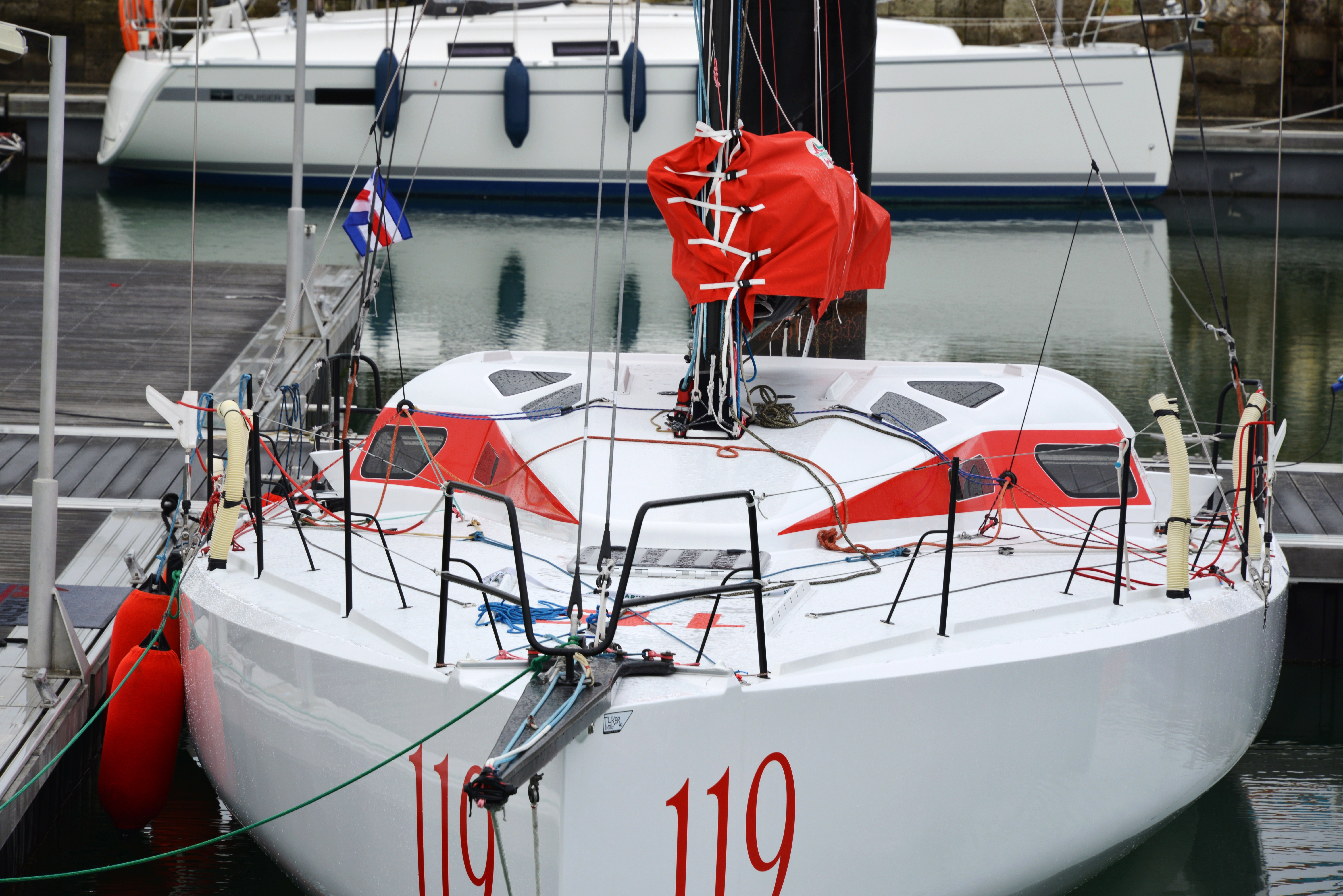

### 40 pieds
- 2013 : 4e Fastnet Race

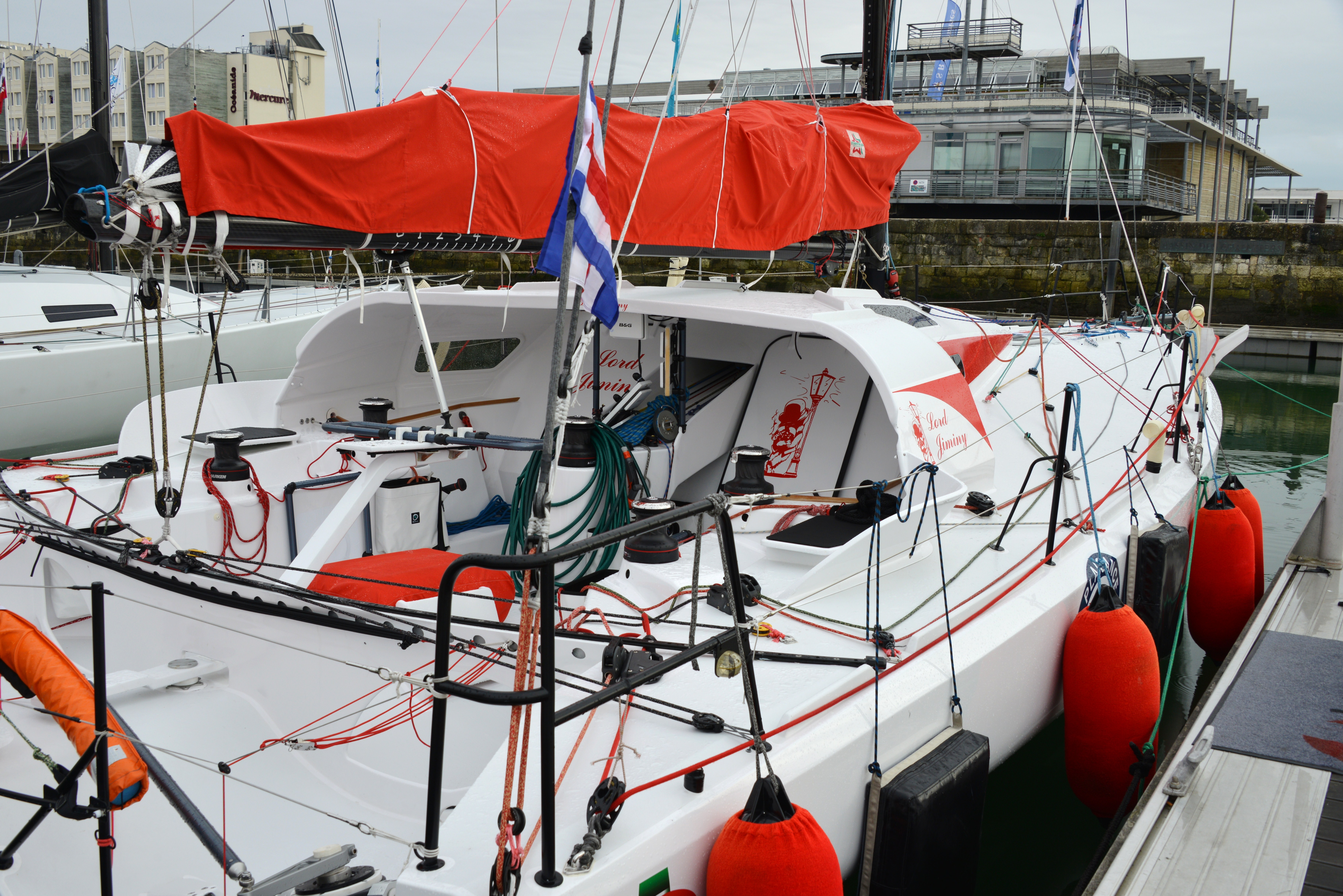

- 2012 : 5e championnat du Monde " La Rochelle "
- 2011 : 2e Normandie Channel Race " Caen "
- 2010 : 1er 1000 miles Brittany Ferries
- 2009 : 
  - 1er trophée SNSM
  - 3e Transat Solidaire du Chocolat
- 2008 : 
  - 1er 1000 miles Brittany Ferries
  - 2e Grand Prix Petit Navire
- 2007 : 6e Transat Jacques Vabre

### Tour de France à la voile
- 2009 : 3e du Tour de France à la voile sur Nouvelle-Calédonie
- 2008 : 3e du Tour de France à la voile sur Nouvelle-Calédonie
- 1994 : 2e du Tour de France à la voile sur Les Pommes de Rhône Alpes

### Longtze
- 2013 : 4e Grand Prix Ecole Navale

### Melges 24
- 2007 : 2e de la Massilia Cup
- 2006 : 2e de la Massilia Cup
- 2005 : vainqueur de la Massilia Cup
- 2004 : 
  - Champion de France des monotypes
  - Vainqueur du National 2004
  - 2e de la Massilia Cup
- 2002 : 4e au Championnat du Monde

### Diam 24
- 2014 : 2e grand Prix l'école Naval

### 2.4 m
- 2018 : 8e du Championnat du Monde Medenblick (Hollande)
- 2017 :
  - 6e Championnat du Monde (Hollande)
  - 2e Semaine Olympique Hyrères (France)
- 2014 :  vainqueur Championnat d´Europe Valence (Espagne)

### Préparation olympique sur Sonar
- 2016 :
  - 10e aux Jeux olympiques de Rio (Brésil)[4]
  - Vainqueur national Cormoran[2]
  - Vainqueur national Corsaire
  - Vainqueur national Caravelle
- 2015 :
  - Vainqueur semaine Olympique Hyères (France)
  - 2e semaine Olympique de Medenblick (Hollande)
  -  3e au Championnat du monde à Melbourne (Australie)
  - Vainqueur National Caravelle
- 2014 :
  - Vainqueur Semaine Olympique Rolex à Miami (USA)
  - 2e Semaine Olympique Hyères (France)
  - Vainqueur Semaine Olympique Medenblick (Hollande)
  -  Vainqueur Championnat du Monde à Halifax (Canada)
  - Vainqueur Classement Mondial 2014
- 2013 :
  -  Vainqueur Championnat du Monde à Kinsale (Irlande)
  - Vainqueur Semaine Olympique de Hyères (France)
  - Vainqueur Semaine Olympique de Medemblick (Hollande)
  - Vainqueur classement Mondial 2013
- 2012 :
  - Vainqueur Semaine Olympique de Hyères (France)
  -  2e au Championnat du Monde (USA)
  - 4e aux Jeux Olympiques de Londres[2]
- 2011 : 4e au Championnat du Monde à Weymouth (Royaume-Uni)
- 2008 :  médaille d'argent aux Jeux Olympiques de Pékin[3]
- 2007 : 5e au Championnat du Monde
- 2006 :  2e au Championnat d'Europe à Weymouth

### Figaro Bénéteau
- 2017 : 10e du Tour de Bretagne
- 2003 : Vainqueur de la coupe de France du YCF
- 2000 : Vainqueur du National en équipage
- 1999 : Vainqueur du National en équipage
- 1998 : Vainqueur de la Transat AG2R avec Marc Guessard sur Nintendo 64[2]
- 1997 : Vainqueur du National en équipage
- 1996 : Champion de France de Course au Large

### First Class 8
- 1998 : champion de France
- 1997 : champion de France
- 1996 : champion de France
- 1994 :  vice-Champion du Monde
- 1990 : champion d'Europe
- 1989 : champion d'Europe

### Circuit Orma
- 2001 : vainqueur du Grand Prix de Caliari sur trimaran 60 pieds

### CircuitIMOCA
- 2005 :
  - Record Brittany Ferries en 60 pieds mono avec Bernard Stamm
  - 2e Fastnet 60 pieds mono avec Jean-Pierre Dick sur Virbac-Paprec
- 2003 : 3e du Tour des îles Britanniques avec Bernard Stamm